# Windows Imaging Format
Windows Imaging Format（ウィンドウズ イメージング フォーマット）は、ディスクイメージファイルフォーマットである。
マイクロソフトが開発し、Windows 7 と Windows Server 2008 が対応している。